# Łukowiec (Święty Krzyż)
Łukowiec is een plaats in het Poolse district  Sandomierski, woiwodschap Święty Krzyż. De plaats maakt deel uit van de gemeente Koprzywnica en telt 300 inwoners.